# Djamila Silva
Djamila Silva (13 de agosto de 1996) es una deportista caboverdiana que compite en judo. Ganó tres medallas en el Campeonato Africano de Judo entre los años 2021 y 2024.

## Palmarés internacional
| Campeonato Africano | Campeonato Africano | Campeonato Africano | Campeonato Africano |
| Año                 | Lugar               | Medalla             | Categoría           |
| ------------------- | ------------------- | ------------------- | ------------------- |
| 2021                | Dakar (Senegal)     | Medalla de bronce   | –52 kg              |
| 2022                | Orán (Argelia)      | Medalla de plata    | –52 kg              |
| 2024                | El Cairo (Egipto)   | Medalla de plata    | –52 kg              |